# MOA-2015-BLG-337 b
MOA-2015-BLG-337 bとは、自由浮遊惑星MOA-2015-BLG-337（自由浮遊惑星の主星のため「MOA-2015-BLG-337 a」とも呼ばれている）の周囲を公転している太陽系外衛星（候補）である。

## 概要
MOA-2015-BLG-337 bは、重力マイクロレンズ法を用いて2018年に発見された自由浮遊惑星の太陽系外衛星候補である。また、同じような自由浮遊惑星の太陽系外衛星候補としては2013年にMOA-2011-BLG-262Lの周囲にMOA-2011-BLG-262L bが発見されている。
MOA-2015-BLG-337 bは、MOA-2015-BLG-337の周囲を0.24天文単位離れた距離を429.4日で公転しており、質量は木星の0.106倍である。MOA-2015-BLG-337の質量は木星質量の9.8倍であるが、これは褐色矮星と太陽系外惑星の境界に位置するため、褐色矮星である可能性がある。また、MOA-2015-BLG-337 bはスーパー・ネプチューン質量の衛星なのか、MOA-2015-BLG-337との褐色矮星系なのかは不明である。